# ロニー・レイ・スミス
ロニー・レイ・スミス(Ronald Ray Smith、1949年3月28日 - 2013年3月31日)は、アメリカ合衆国の陸上競技選手（短距離走）で、1968年メキシコシティーオリンピックの400メートルリレー走の金メダリストである。「スピードシティ」時代にサンノゼ州立大学に通い、ロイド・ウィンターから指導を受けた。大学では社会学を専攻した。
1968年の全米陸上競技選手権大会では、準決勝で100メートル走の当時の世界記録に並んだ、同じレースで走ったジム・ハインズと、同じ選手権の別の準決勝で走ったチャールズ・エドワード・グリーンと同タイムの9.9秒だった。サクラメントのチャールズ・C・ヒューズ・スタジアムでの1968年6月20日の夕方は、陸上競技史家から、"w:Night of Speed"と呼ばれている。スミスは、当時まだ19歳で、20歳未満の世界記録としてはちょうど8年続いた。
1968年メキシコシティーオリンピックでは、スミスはアメリカ合衆国の400メートルリレー走の第3走者として走り、金メダルを獲得するとともに、38.24秒の当時の世界記録を樹立した。
サンノゼ州立大学入学前、スミスは、ロサンゼルスのマニュアルアーツ高校で走っており、1966年のw:CIF California State Meetの220ヤード走では第3位だった。
競技から引退した後、スミスはロサンゼルス市の公園緑地課で働いた。サンノゼ州立大学のスポーツの殿堂に選出されている。
スミスは、ロサンゼルスのホスピスで、2013年3月31日に死去した。64歳だった。葬儀は、ザ・ラーニング・チャンネルのリアリティ番組Best Funeral Everで特集された。オリンピックを模した葬儀では、1968年の金メダルを称えて、棺が100ヤードを走り、金メダルを受け取る演出が行われた。